# Erika Görlitz

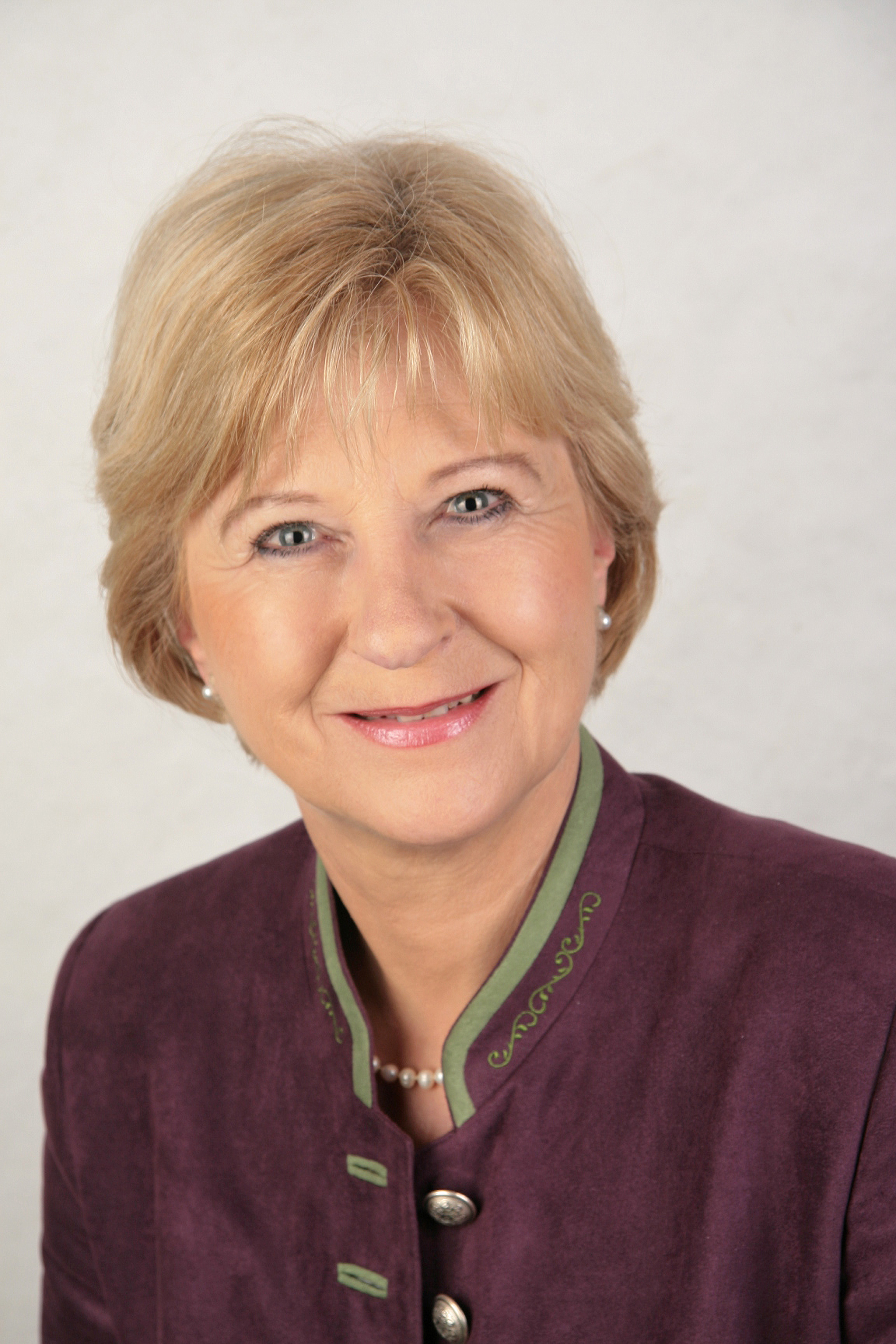
Erika Görlitz, MdL

Erika Görlitz (* 23. Juli 1952 in Manching-Niederstimm) ist eine deutsche Politikerin (CSU) und ehemalige Abgeordnete des Bayerischen Landtags.

## Ausbildung und Beruf
Erika Görlitz legte ihre Mittlere Reife an der Realschule Gnadenthal in Ingolstadt ab und arbeitete 1968 bis 1978 in Automobilbetrieben in Ingolstadt, Frankfurt am Main und München.
Erika Görlitz ist römisch-katholisch, verheiratet und Mutter von vier Kindern.

## Politik
Erika Görlitz ist seit 1976 Mitglied der Union und war bzw. ist in vielen Vorstandsämtern aktiv. So war sie Ortsvorsitzende der JU, Kreisvorsitzende und stellvertretende Bezirksvorsitzende der Frauen-Union und CSU-Kreisvorsitzende. Seit 1978 ist sie Mitglied des Marktgemeinderates und seit 1984 des Kreistags. Fünf Jahre lang, von 1996 bis 2001 war sie erste Stellvertreterin des Landrates.
Seit dem 28. September 1998 war sie Stimmkreisabgeordnete des Stimmkreises Pfaffenhofen a.d.Ilm, Schrobenhausen. Im Landtag war sie verbraucherpolitische Sprecherin der CSU-Fraktion. Seinerzeit war sie Mitglied des Ausschusses für Staatshaushalt und Finanzfragen. Zugleich war sie Vorsitzende der Arbeitsgruppe Demographie und Generationengerechtigkeit der CSU-Fraktion. 2013 schied sie aus dem Parlament aus.
Von der Gründung des Ministeriums im Januar 2001 bis zum Oktober 2003 war Erika Görlitz Staatssekretärin im Bayerischen Staatsministerium für Gesundheit, Ernährung und Verbraucherschutz.

## Sonstige Ämter
Erika Görlitz war langjährige Leiterin der Aktion „Arbeit für Sozialhilfeempfänger“.

## Auszeichnungen
- 2012: Bayerischer Verdienstorden